# Gretsch
 (décembre 2020).
Si vous disposez d'ouvrages ou d'articles de référence ou si vous connaissez des sites web de qualité traitant du thème abordé ici, merci de compléter l'article en donnant les références utiles à sa vérifiabilité et en les liant à la section « Notes et références ».
Gretsch, du nom de son fondateur Friedrich Gretsch, est une entreprise de fabrication d'instruments de musique, plus précisément de guitares, basses et batteries. Fabriquant les légendaires White Falcon et 6120, son slogan est « That Great Gretsch Sound ».
Des musiciens prestigieux comme Chet Atkins, Eddie Cochran, Bo Diddley, George Harrison, Brian Setzer, Malcolm Young, Billy Gibbons, Martin Gore et Jack White furent et restent de fidèles utilisateurs de guitares Gretsch, parfois très personnalisées comme les guitares rectangulaires ou aux formes futuristes de Bo Diddley.

## Les débuts
En 1883, le jeune Friedrich Gretsch, jeune immigré allemand aux États-Unis, ouvre une petite boutique d'instruments de musique à Brooklyn. Y sont principalement fabriqués des banjos, des batteries et des tambourins. Il meurt douze ans plus tard, laissant la boutique aux mains de son jeune fils Fred, âgé de 15 ans. Ce dernier réussit en quelques années, par des manœuvres habiles, à faire de la petite boutique de son père une société de fabrication d'instruments réputés. En 1916, il déménage sa société dans un immeuble de Brooklyn, construisant de plus en plus de guitares hawaïennes et des arch-top, les Synchromatic. À sa retraite en 1942, son fils William prend la tête de l'entreprise avant l'avènement de Fred Gretsch Jr. en 1948, qui installe pour de bon l'entreprise dans le peloton de tête des fabricants américains de guitares.

## L'âge d'or

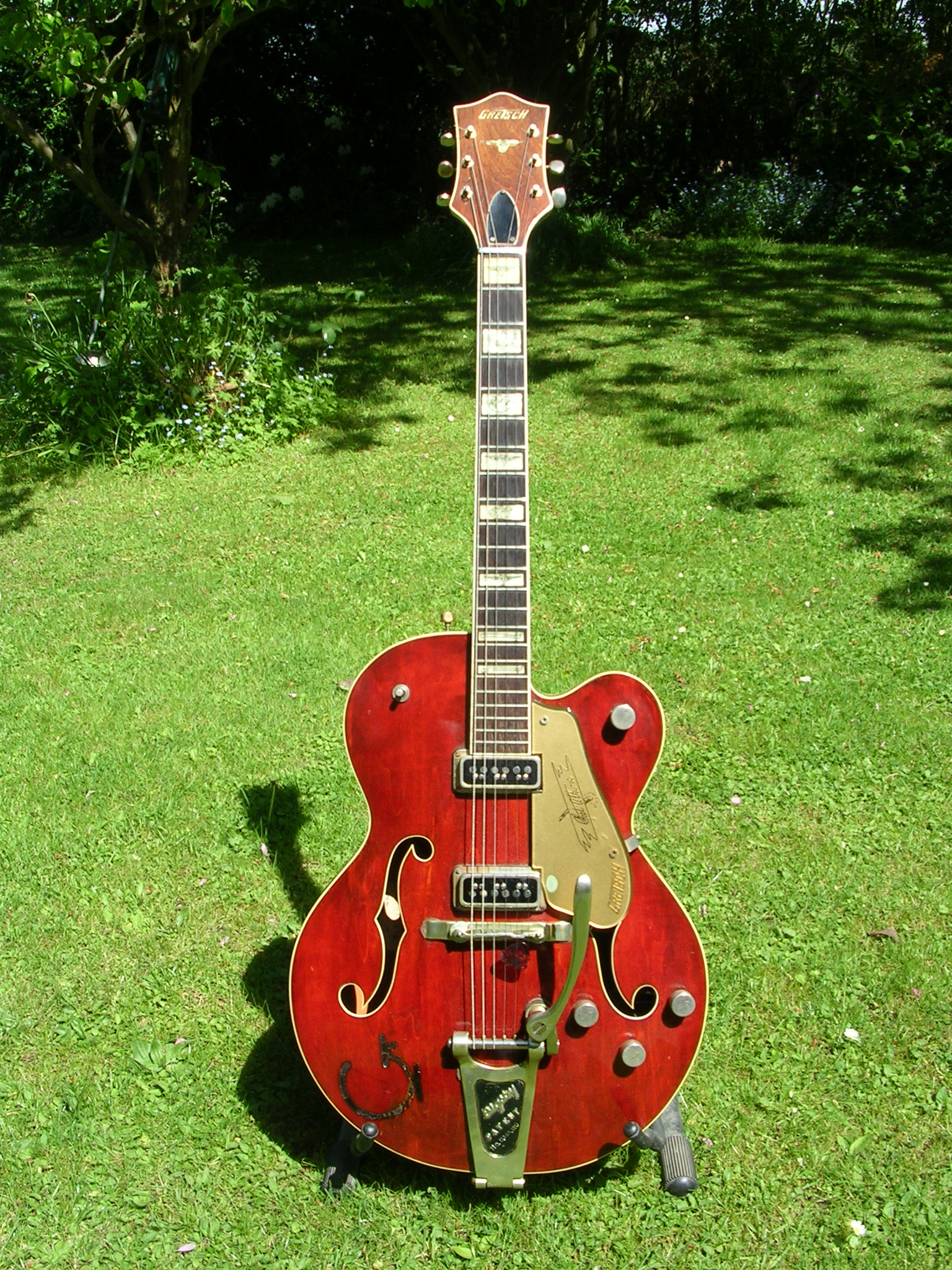
Gretsch 6120 de 1955 à micros Dynasonic.

Des Gretsch électrifiées existent déjà dans les années 1940, avec les modèles Electromatic Spanish. Les années 1953, 1954 et 1955 connaissent un tournant décisif avec la sortie de plusieurs nouveaux modèles sous l'impulsion de Duke Kramer. Certains de ces modèles sont toujours fabriqués aujourd'hui :
- la Duo Jet, ressemblant superficiellement à une Gibson Les Paul, mais dont le corps est évidé, puis la Roundup, une version country Chet Atkins ;
- les Convertible, Corvette et Streamliner, semi-acoustiques à un micro ;
- les semi-acoustiques à deux micros comme la Country Club, la White Falcon, modèle « de luxe » de la gamme, et enfin la 6120 Chet Atkins qui devint l'étendard de la compagnie.

Ces années marquent donc le début d'une longue collaboration avec Chet Atkins, célèbre guitariste de country et pionnier du finger picking qui aide à concevoir plusieurs modèles dont la Country Gentleman de 1957, avec une demi-caisse plus fine que les modèles précédents. C'est pourtant le rock & roll qui fait exploser médiatiquement la marque à la fin des années cinquante. Eddie Cochran avec sa 6120 modifiée, Cliff Gallup avec sa Duo Jet, et Bo Diddley avec sa Jupiter Thunderbird sur mesure assurent à la marque une solide notoriété auprès du jeune public de l'époque.
Les finitions se diversifient de manière unique. Alors que Fender se sert de peintures pour carrosserie, que Gibson cultive un certain classicisme, Gretsch va jusqu'à recouvrir ses caisses de paillettes argentées (la Duo Jet devient ainsi la Silver Jet). Ce manque de discrétion assumé s'exprime également dans l'accastillage où les dorures voyantes prédominent sur certains modèles comme la Country Gentleman et la White Falcon.

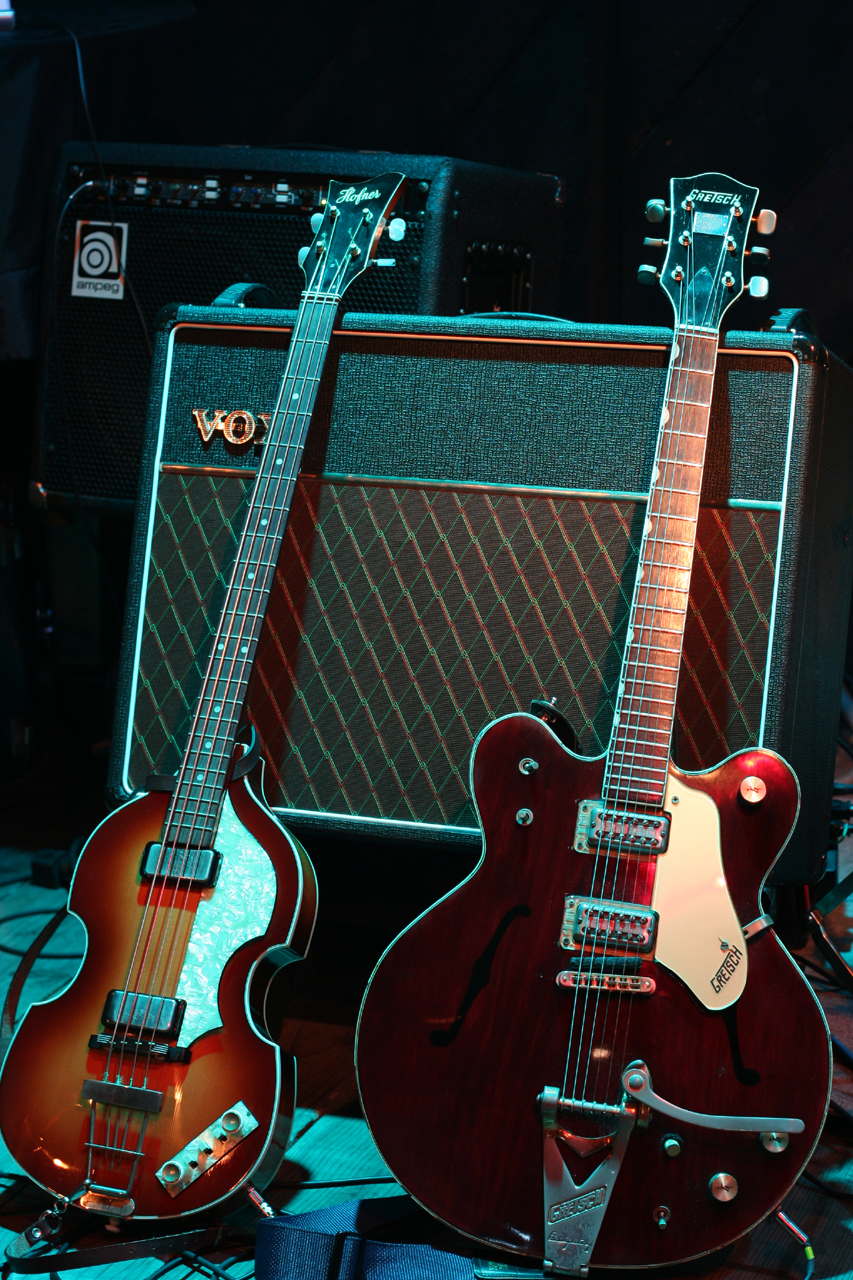
Gretsch Country Gentleman de George Harrison à humbuckers Filter'tron, à droite de la basse Höfner de Paul McCartney.

Ces décorations, que l'on peut aussi bien trouver de mauvais goût ou admirer comme archétype de la culture américaine d'après-guerre, ne doivent pas faire oublier la lutherie. À l'inverse de Fender ou de Rickenbacker, qui commencent leur activité avec la fabrication de guitares électriques, Gretsch possède une culture de lutherie acoustique. Le haut niveau de qualité requis pour la conception et la fabrication des instruments traditionnels se retrouve dans les guitares électriques de la marque, sans pour autant négliger les apports novateurs en ce domaine. Par exemple, le trestle bracing(en) apparu en 1959 sur les guitares semi-acoustiques comme la 6120 est constitué d'arceaux en bois placés entre le fond et la table de la caisse. Ce dispositif limite les possibilités de larsen tout en conservant une réelle qualité acoustique au son de l'instrument, contrairement à la poutre centrale conçue par Gibson pour la ES-335.
La fin de la période de gloire du rock & roll, en 1960, aurait pu porter un coup sérieux à la popularité de ces guitares. C'est cependant à cette époque que le guitariste d'un groupe anglais émigré en Allemagne, George Harrison, achète une Duo Jet, puis une Country Gentleman et enfin une Tennessean. L'immense succès des Beatles jette un nouveau coup de projecteur sur les guitares Gretsch, surtout sur la Tennessean que Harrison arbore lors des concerts et des émissions de télévision. Les ventes explosent. La réponse américaine à la British invasion ne se fait pas attendre avec les Byrds, où David Crosby joue également sur une Tennessean.
Les Monkees ont droit à un modèle à leur nom mais celui-ci ne connaît pas le succès commercial escompté, étant donné leur réputation de « groupe fabriqué » chez les musiciens. L’évolution des goûts s'accélère à la fin des années 1960, la génération montante de guitar heroes comme Eric Clapton, Jeff Beck, Jimmy Page ou Jimi Hendrix ignore les Gretsch au profit des guitares solid body tel que les Fender Stratocaster, Telecaster ou Gibson Les Paul. Les White Falcon et 6120 de Stephen Stills et Neil Young, d'abord au sein du Buffalo Springfield, puis dans Crosby, Stills, Nash and Young ne changent rien à un déclin médiatique de la marque.

## Baldwin et la chute
En 1967, faute de successeur ou de repreneur, Fred Gretsch Jr. vend la société à Baldwin Piano Company. En 1970, la production est délocalisée dans une usine de l'Arkansas pour des raisons financières. L'administration quitte définitivement New York en 1972. Les problèmes se succèdent, d'incendies de l'usine en sabotages supposés de la part d'employés mécontents.
De nouveaux modèles arrivent, comme la Super Chet et la Atkins Axe, pendant que les anciens se voient transformés : les micros et l'accastillage changent mais, surtout, la qualité générale de fabrication se dégrade d'année en année. Tout se passe comme si Baldwin ne savait pas réellement quoi faire d'une telle société.
Le coup de grâce survient en 1979, juste après la mort de Fred Gretsch Jr. : Chet Atkins, écœuré par des guitares qu'il juge indignes de leur gloire passée, résilie son contrat avec Gretsch et décide de travailler avec la société Gibson.
Une nouvelle série BST, surnommée « The Beast », propose des modèles solid body qui ressemblent plus aux nouvelles factures japonaises qu'aux designs classiques de la marque. Cette dernière série, produite de 1979 à 1981, passe totalement inaperçue.
Baldwin arrête la production en 1981.

## La renaissance japonaise
Un autre Fred Gretsch, neveu de Fred Jr., rachète la marque en 1989. Plus rien ne reste de la compagnie. Il réussit cependant à trouver un accord avec les Traveling Wilburys pour créer un premier modèle à leur nom, une sorte de Danelectro fabriquée en Asie qui n'a rien à voir avec la flamboyance de ses ancêtres. Les ventes permettent de dégager suffisamment de capital pour installer le siège de la société en Géorgie et commencer à chercher une usine susceptible de reprendre la production.
Après plusieurs tentatives infructueuses aux États-Unis, Fred Gretsch et Duke Kramer contactent l'usine de Terada au Japon pour produire des rééditions d'anciens modèles. Le succès est mitigé, notamment en raison de nombreuses infidélités aux spécifications des guitares d'origine. Certains exemplaires entièrement construits aux États-Unis sont, par ailleurs, proposés à la vente, mais à un tarif exorbitant.
Parallèlement, la fascination pour ces instruments n'a jamais cessé durant les années noires ainsi les Stray Cats avec leur rockabilly modernisé prennent d'assaut les scènes internationales en 1981 et remettent la Gretsch au devant de la scène. Grâce au charisme et à la virtuosité de leur chanteur-guitariste, la Gretsch 6120 est désormais associée à Brian Setzer et à la nouvelle vague Rockabilly. C'est une chance pour la marque et Brian devient le premier guitariste, depuis Chet Atkins, à bénéficier d'un modèle « signature » en 1990. Gretsch produit ensuite une longue série de 6120 à son nom.
Une nouvelle ligne de guitares apparaît à la fin des années 1990, elle reprend le nom Electromatic. Cette marque propose des modèles d'entrée de gamme rappelant, de loin, des modèles originaux, avec des manches vissés. Fabriqués en Chine, cette marque suit la démarche qui a poussé Gibson à réutiliser la marque Epiphone, et Fender la marque Squier, pour leurs fabrications asiatiques.
En 1999, le rachat de la marque Bigsby à Ted McCarty (ancien président de Gibson), permet de contrôler plus étroitement la fabrication de ces vibratos historiquement associés aux guitares de la firme.

## Rachat par Fender
Dans les années 2000, Fender entame une politique de croissance externe en rachetant divers fabricants d'instruments de musique. De même que les guitares Guild et Charvel/Jackson ou les amplis Sunn et SWR, entre autres, la nouvelle société Gretsch tombe dans son giron en 2002 par un accord donnant à Fender le contrôle total sur la fabrication et la distribution des instruments. Le but de l'opération est de retrouver la qualité qui avait fait la notoriété de la marque et de revenir aux spécifications et à la construction d'origine.
À cet effet, un travail que l'on peut qualifier d'archéologie technologique est alors entrepris car la mémoire des ouvriers de l'usine a quasiment disparu. Il faut aller jusqu'à passer une 6120 au scanner (évènement à l'époque largement médiatisé par Gretsch/Fender) à Scottsdale Medical Imaging Ltd. en 2003 pour retrouver le secret du trestle bracing de 1959.
Entretemps, un luthier américain, TV Jones, s'était spécialisé dans l'étude des micros de guitare vintage et était parvenu à fabriquer des reproductions des fameux humbuckers Filter'tron d'origine en utilisant des aimants en alnico, comme ceux des guitares originelles, au lieu de la céramique employée dans les micros asiatiques de la production d'alors. Son nom circule de bouche à oreille dans une clientèle de stars et, après écoute, Brian Setzer décide d'équiper son modèle « signature » de ces reproductions. C'est le début d'une collaboration entre Gretsch et TV Jones qui dure jusqu'à aujourd'hui.
La conjonction, d'une part, de la volonté de Fender d'améliorer la qualité de la lutherie et, d'autre part, de la disponibilité de micros fidèles aux originaux, permet à Gretsch de véritablement décoller pour redevenir un acteur majeur sur le marché de la guitare électrique. Les rééditions ne laissent plus rien à désirer en matière de fidélité aux spécifications et de nouveaux modèles apparaissent, surtout des variations sur les originales où des détails choisis comme des finitions inédites, des mécaniques Spertzel à blocage et des micros TV Jones à haut niveau de sortie, tout en conservant une qualité constante, ouvrent la marque à un plus large public que celui des aficionados. La gamme Electromatic est améliorée, par exemple en limitant l'usage des manches vissés, ce qui lui assure actuellement un certain succès.

## Les batteries

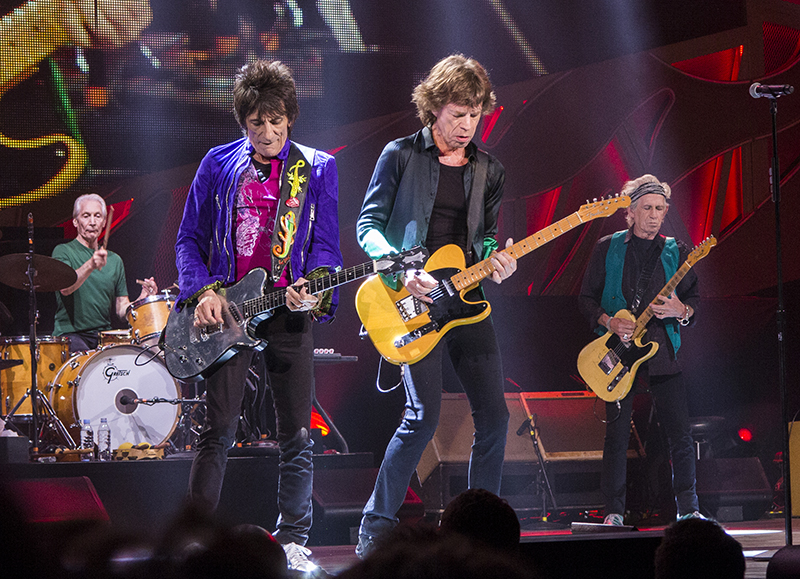
Les Rolling Stones sur scène, avec Charlie Watts et sa batterie Gretsch.

Gretsch est également réputé pour ses batteries depuis 1903. Les jazzmen des années 1950 comme Elvin Jones, Tony Williams, Art Blakey lui ont donné ses marques de noblesse et les rockers ultérieurs comme Charlie Watts, mais aussi Brad Wilk, ont continué cette tradition jusqu'à aujourd'hui.
Le changement le plus important dans la fabrication des fûts se produit vers 1960, quand le nombre de couches de bois passe de trois à six, mais le plus visible est le remplacement du badge rond sur lequel est gravée la marque par un badge octogonal affichant le slogan « That Great Gretsch Sound » en 1970. La demi-douzaine de déclinaisons de ce badge permet une datation approximative de la construction d'un élément.
La production de batteries est également touchée par le rachat par Baldwin en 1967, la production étant délocalisée dans l'Arkansas mais, en 1982, l'activité est reprise par Kustom, que dirige Charlie Roy. Cela permet de célébrer le 100e anniversaire de la compagnie en 1983 par une série limitée de batteries avec une finition spéciale. Au moment de la renaissance de la marque, Fred Gretsch III rachète les batteries à Kustom pour les réintégrer dans la compagnie. En 2000, un accord de distribution est signé avec la société Kaman qui évolue en 2007 en rachat par cette dernière des droits exclusifs de fabrication, les batteries haut de gamme restant construites dans la même usine de Ridgeland en Caroline du Sud. Les instruments d'entrée de gamme sont, eux, importés d'Asie.